# Picadero Jockey Club
Picadero Jockey Club fue un club polideportivo situado en la ciudad de Barcelona, España.
Fue fundado en 1951 por Joaquín Rodríguez Roselló y existió hasta los años 1980. A lo largo de su vida destacó por sus equipos de baloncesto (su sección más conocida), béisbol, voleibol y balonmano, que militaron en las categorías superiores españolas de sus respectivos deportes. Otras secciones fueron las de ciclismo, rugby, hockey sobre patines y patinaje de velocidad, modalidad en la que contaron con una campeona del mundo, Pepita Cuevas.

## Historia
El club fue fundado en 1951 por Joaquín Rodríguez Roselló sobre las bases del antiguo Picadero Andaluz en la Diagonal de Barcelona. En esos años se desarrolló en varios deportes, si bien destacó especialmente en la modalidad de baloncesto, tanto en modalidad masculina como femenina. Su equipo terminó segundo en la Liga Española masculina en cuatro ocasiones (1964, 1965, 1966 y 1970, esta última con solo un punto de diferencia respecto al líder) y ganó dos Copas del Generalísimo en 1964 y 1968. En sus filas militaron jugadores como Jesús Codina, Josep María Jofresa, Alfonso Martínez y Víctor Escorial.
El Picadero fue campeón de la Liga Española de Béisbol en los años 1957, 1962 y 1964, con dos Copas de Europa en 1963 y 1968, con jugadores como Antonio Detrell, Luis Fiol, Juan Ribera, Fernández de Henestrosa, etc. En voleibol ganó las dos primeras temporadas de la Liga masculina española (1965 y 1966), y en balonmano su sección femenina obtuvo cinco títulos nacionales, mientras que la masculina llegó a jugar en División de Honor.
En la década de 1970 perdió influencia por el auge de otros clubes de su misma provincia. En baloncesto se vio superado por el FC Barcelona, el RCD Espanyol y el Club Joventut Badalona, y su sección masculina desapareció en 1973 por problemas económicos. Años más tarde también desaparecieron el resto de secciones y sólo quedó el equipo de baloncesto femenino, que se mantuvo hasta comienzos de los años 1980. Sus socios acabaron integrándose en el Club Esportiu Laietà.

## Instalaciones
El pabellón de juego del Picadero, que estaba situado en la Travesera de Les Corts, junto a las instalaciones del Camp Nou, fue adquirido por el Fútbol Club Barcelona por 40 millones de pesetas y rebautizado con el nombre de "Palau Blaugrana-2".
Fue utilizado por los equipos de las categorías inferiores y de las secciones no profesionales del club azulgrana y tras ser remodelado en 2013 se convirtió en el Auditorio 1899 y Casa del Socio del FC Barcelona.

## Palmarés

### Baloncesto
- Copa masculina (2): 1964 y 1968.
- Liga femenina (6): 1975, 1976, 1978, 1980, 1981, 1983.
- Copa femenina (6): 1973, 1975, 1978, 1979, 1980, 1983.
- Campeonato femenino de Cataluña (7): 1953, 1954, 1955, 1956, 1957, 1958, 1959.

### Balonmano
- Liga femenina (5): 1963-64, 1964-65, 1965-66, 1966-67, 1969-70.

### Béisbol
- Copa masculina (3): 1957, 1962, 1964.
- Copa Europea de Béisbol (2): 1963, 1968.

### Voleibol
- Liga masculina (2): 1965,[6] 1966.
- Copa masculina (2): 1963, 1965.